# Ščit (ozvezdje)
Ščit je majhno ozvezdje na južni nebesni polobli. Uveljavilo se je v 17. stoletju.

## Zgodovina
Ozvezdje Ščit je leta 1684 ustvaril Johannes Hevel, ki ga je originalno poimenoval Ščit Sobieskega po poljskem kralju Janu III. Sobieskemu. Pozneje je bilo ime pokrajšano v Ščit.
Pet najsvetlejših zvezd v Ščitu (α Ščita, β Ščita, δ Ščita, ε Ščita in η Ščita) je bilo predhodno znanih kot 1, 6, 2, 3 in 9 Orla.

## Omembe vredne značilnosti

### Zvezde
Ščit ni svetlo ozvezdje. Najsvetlejša zvezda v Ščitu, Alfa, ima navidezni sij 3m85. Beta sledi z magnitudo 4,22 in nato Delta Ščita z magnitudo 4,72. Beta je dvojna zvezda. Svetlejša ima spektralni tip podoben Soncu, samo da je 1270-krat svetlejša. Delta je modrobela orjakinja, ki se premika v smeri Osončja. Čez 1.300.000 let bo samo 10 svetlobnih let oddaljena od nas in bo svetlejša kot je Sirij sedaj (glej tudi Seznam najsvetlejših zvezd v zgodovini). V Ščitu se prav tako nahaja največja znana zvezda, pulzirajoča spremenljiva rdeča orjakinja UY Ščita.

### Nezvezdni objekti
Glede na to, da ni veliko ozvezdje, vsebuje Ščit kar nekaj razsutih kopic, prav tako pa kroglastih kopic. Najbolj znana nezvezdna objekta v Ščitu sta kroglasta kopica Messier 11 in razsuta kopica Messier 26.